# Микровенатор
Микровена́тор (лат. Microvenator, буквально — маленький охотник) — род динозавров из инфраотряда овирапторозавров из нижнемеловой формации Кловери, штат Монтана (США).
Голотипом является частичный скелет неполовозрелой особи, с полной длиной в 1,2 метра. Взрослые особи могли достигать 3 метров длиной. Микровенатор является базальным родом в пределах инфраотряда овирапторозавров и «может являться сестринским таксоном ко всем другим овирапторозаврам».

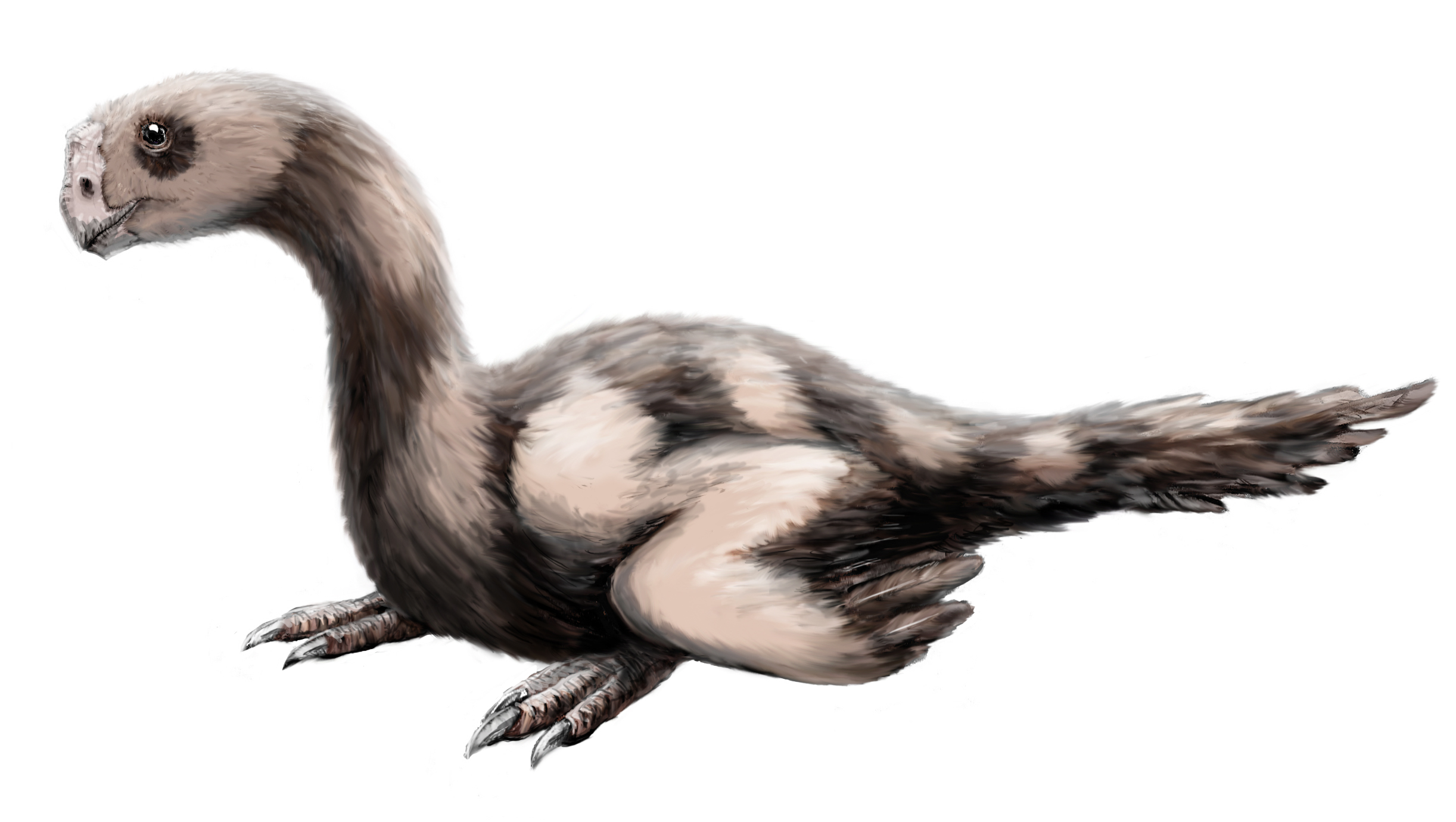
Вероятный внешний облик

Барнум Браун обнаружил типовой образец (AMNH 3041) этого животного в 1933 году, включив в состав образцов зубы дейнониха и решив, что найденные окаменелости принадлежали маленькому животному с большой головой. Неофициально он назвал его «Megadontosaurus» («ящер с большими зубами»). Он сделал несколько иллюстраций находки, но нигде не публиковал название, разделив его с несколькими другими динозаврами формации Кловери (дейнонихом, зауропельтой, тенонтозавром).
Образец AMNH 3041 включает в себя часть черепа, передние и задние конечности, 23 позвонка, 4 ребра и кости таза. В 1970 году Джон Остром описал типовой образец и дал ему официальное название. Остром также отнёс один из образцов из коллекции Йелльского музея Пибоди, YPM 5366, к этому виду. Иллюстрации, которые подготовил Браун, были, наконец, опубликованы в подробной и исчерпывающей монографии Маковицки и Сюса в 1998 году. Они не подтвердили принадлежность образца YPM 5366 роду микровенатор. Учёные также подтвердили, что микровенатор являлся овирапторозавром, и что он является самым ранним представителем этой группы, найденным в Северной Америке.